# Guillermo Subiabre
Guillermo Subiabre Astorga (Osorno, 25 de febrero de 1903-Santiago, 11 de abril de 1964) fue un futbolista chileno apodado Chato, que jugaba de delantero centro.
Desarrollo la mayor parte de su carrera futbolística en Colo-Colo, donde fue integrante del plantel que realizó la gira internacional de 1927.
Participó como seleccionado nacional en el Campeonato Sudamericano 1926, los Juegos Olímpicos de Ámsterdam 1928 y la Copa Mundial de Fútbol de 1930.

## Trayectoria
Nació en Osorno el 25 de febrero de 1903. Era apodado el "Chato", debido a su baja estatura (medía 1,58 metro) y su contextura gruesa (pesaba 65 kilos). Empezó jugando al  fútbol en el “Osorno Atlético” y en el Rangers F.C., clubes amateurs de su ciudad natal. A los 21 años sus capacidades futbolísticas lo hacen destacarse entre sus pares, es un delantero incisivo, fuerte y que siempre tiene el arco a la vista. Y la oportunidad llega, ya que en 1924 se juegan los denominados "Campeonatos nacionales", donde Guillermo es llamado a integrar la Selección Austral. En este torneo hace grandes presentaciones y demuestra su innata capacidad goleadora.
Posterior a ello daría el gran salto cuando se enrola en la Marina, lo que le da la opción de fichar por el Santiago Wanderers. Por esos días, Subiabre es invitado a  formar  parte de la Selección Zona Central, en la que vuelve a exhibir su talento y calidad, principalmente en los dos partidos que se juegan frente al Real Deportivo Español, de visita en Chile, en los cuales el "Chato" le convierte tres goles al "Divino" Zamora, mítico arquero de los hispanos. Esto llama poderosamente la atención del entrenador José Rosetti, entrenador de la selección chilena que se preparaba para el sudamericano que se jugaría en Chile ese año.
Luego del Sudamericano las grúas de Santiago comienzan a tentarlo. En ese contexto aparece Colo-Colo, juega su primer partido por los albos el 18 de diciembre de 1926 (como refuerzo en un amistoso), para integrarse definitivamente en enero de 1927, con motivo de la larga gira del Cacique por América y Europa. Difundió la técnica «palomita» durante la Gira internacional de Colo-Colo en 1927. Luego de pasar por México, el local Felipe Rosas comenzó a ejecutarla, después del viaje, Guillermo Subiabre toma el relevo de su fallecido amigo David Arellano en el liderazgo del equipo, junto a otros estandartes como Guillermo Saavedra, Carlos Schneeberger y José Miguel Olguín. Con ellos y otros más logra conquistar tres títulos, dos por la Liga Central de Fútbol de Santiago y uno por la Asociación de Fútbol capitalina.
Posteriormente, en julio de 1933, justo antes de iniciarse el primer torneo profesional chileno, la tragedia golpeaba la puerta en la vida del "Chato", ya que su joven esposa y su hijo, que venía en camino, morían cuando la primera intentaba dar a luz. El hecho, como es natural, produjo un devastador efecto en Subiabre que deprimido pensó en alejarse del fútbol. Pero dos semanas después recibe una invitación para ir a jugar por Colo-Colo a Perú. El viaje le sirve para despejar la mente y recuperarse, en parte, del fuerte golpe del destino. Forma parte de una curiosa iniciativa, armar un combinado chileno-peruano para ir a jugar a otros países de América y posteriormente en Europa. Regresó fugazmente en 1934 para demostrar que aún no perdía el olfato goleador (4 goles en 5 partidos), pero decidió retirarse una vez finalizado el campeonato de ese año, aunque tuvo algunas apariciones esporádicas en los siguientes años.
Después de su retiro del fútbol, fue empleado fiscal; trabajo en la Tesorería de Santiago. Luego pasó a la de Conchalí y fue por varios años dirigente y directivo de Colo-Colo en diversas épocas hasta su muerte, producto de una nefritis crónica en 1964.

## Selección nacional

Subiabre anotando el gol de la victoria de Chile ante durante la Copa Mundial de 1930.

Fue internacional con la selección chilena entre los años 1926 y 1930, teniendo participación en una edición de la Copa Mundial de Fútbol, en una edición del Torneo Olímpico de Fútbol y en una edición del Campeonato Sudamericano. Jugó diez partidos oficiales en los que convirtió ocho goles, además participó en cinco encuentros no oficiales en los que convirtió tres goles, su estadística final como seleccionado fue de quince partidos y once goles.
Fue nominado por primera vez por José Rosetti para el Campeonato Sudamericano 1926 en el que Chile fue el anfitrión, fue titular en el primer triunfo oficial de Chile ante Bolivia por 7:1 en dicho torneo, “el Chato” sobresalió como una de las figuras preponderantes de Chile, siendo estelar en todos los partidos y anotando dos tantos, en el equipo que alcanzó un meritorio tercer puesto.
Luego fue seleccionado para el Torneo Olímpico de Fútbol 1928, fue titular y convirtió el 1-0 parcial en el encuentro frente a Portugal por la primera ronda de los Juegos Olímpicos, que significó la eliminación del torneo para Chile al caer derrotado por 2:4. Ya eliminado, Chile disputó un torneo de consuelo frente a México y  Países Bajos, en el que Chile saldría victorioso. Se destaca el triplete que le anotó a México y en el partido ante Países Bajos fue el capitán de Chile, debido a la ausencia de Guillermo Saavedra.
Dos años después, fue nominado para viajar al Mundial donde se alzaría como uno de los estandartes del equipo nacional, dentro y fuera de la cancha. El entrenador Jorge Orth lo incluyó en el equipo que disputó el primer partido de la selección chilena en un mundial, además, muchos recuerdan su enfado en este partido, donde pese a la victoria de Chile, no escondía la frustración por no haber podido anotar, al final de este partido hace un fiel juramento de que en el siguiente partido ha de marcar por lo menos el primer tanto. Al siguiente partido fue nuevamente titular y pudo cumplir su juramento, ya que anotó un golazo de cabeza, que le dio la victoria al equipo nacional. En el cotejo ante Argentina fue el Capitán de Chile, debido a la ausencia por lesión de Carlos Schneeberger, anotó el único gol del equipo y ocurrió el capítulo más memorable del "Chato" en ese mundial: Subiabre cansado de las constantes faltas mal intencionada del argentino Luis Monti, le pegó un legendario combo que quedó sin sanción, en la derrota frente a los trasandinos.

### Participaciones en Copas del Mundo
| Torneo               | Sede    | Resultado    | Partidos | Goles |
| -------------------- | ------- | ------------ | -------- | ----- |
| Copa Mundial de 1930 | Uruguay | Primera fase | 3        | 2     |
| Total                | Total   | Total        | 3        | 2     |

### Participaciones en Juegos Olímpicos
| Torneo                  | Sede         | Resultado        | Partidos | Goles |
| ----------------------- | ------------ | ---------------- | -------- | ----- |
| Juegos Olímpicos 1928   | Ámsterdam    | Ronda preliminar | 1        | 1     |
| Torneo de Consuelo 1928 | Países Bajos | Campeón          | 2        | 3     |
| Total                   | Total        | Total            | 3        | 4     |

### Participaciones en el Campeonato Sudamericano
| Torneo                       | Sede  | Resultado     | Partidos | Goles |
| ---------------------------- | ----- | ------------- | -------- | ----- |
| Campeonato Sudamericano 1926 | Chile | Tercer puesto | 4        | 2     |
| Total                        | Total | Total         | 4        | 2     |

### Partidos internacionales
| 1     | 12 de octubre de 1926  | Campos de Sports, Santiago, Chile         | Chile        | 7-1 | Bolivia   |   | Campeonato Sudamericano 1926     |
| 2     | 17 de octubre de 1926  | Campos de Sports, Santiago, Chile         | Chile        | 1-3 | Uruguay   |   | Campeonato Sudamericano 1926     |
| 3     | 31 de octubre de 1926  | Campos de Sports, Santiago, Chile         | Chile        | 1-1 | Argentina |   | Campeonato Sudamericano 1926     |
| 4     | 3 de noviembre de 1926 | Campos de Sports, Santiago, Chile         | Chile        | 5-1 | Paraguay  |   | Campeonato Sudamericano 1926     |
| 5     | 27 de mayo de 1928     | Estadio Olímpico, Ámsterdam, Países Bajos | Portugal     | 4-2 | Chile     |   | Juegos Olímpicos 1928            |
| 6     | 5 de junio de 1928     | Monnikenhuize, Arnhem, Países Bajos       | Chile        | 3-1 | México    |   | Torneo de Consuelo Olímpico 1928 |
| 7     | 8 de junio de 1928     | Stadion Spangen, Róterdam, Países Bajos   | Países Bajos | 2-2 | Chile     |   | Torneo de Consuelo Olímpico 1928 |
| 8     | 16 de julio de 1930    | Gran Parque Central, Montevideo, Uruguay  | Chile        | 3-0 | México    |   | Copa Mundial 1930                |
| 9     | 19 de julio de 1930    | Estadio Centenario, Montevideo, Uruguay   | Chile        | 1-0 | Francia   |   | Copa Mundial 1930                |
| 10    | 22 de julio de 1930    | Estadio Centenario, Montevideo, Uruguay   | Argentina    | 3-1 | Chile     |   | Copa Mundial 1930                |
| Total |                        |                                           | Presencias   | 10  | Goles     | 8 |                                  |

| 1     | 15 de junio de 1928 | Waldstadion, Frankfurt, Alemania                  | Selección de Frankfurt | 6-2 | Chile |   | Amistoso |  |
| 2     | 16 de junio de 1928 | Stadion am Gesundbrunnen, Berlín, Alemania        | Hertha Berlín          | 4-1 | Chile |   | Amistoso |  |
| 3     | 20 de junio de 1928 | Sportplatz at Rothenbaum, Hamburgo, Alemania      | Hamburgo               | 3-4 | Chile |   | Amistoso |  |
| 4     | 23 de junio de 1928 | Müngersdorfer Stadion, Colonia,Alemania           | Selección de Colonia   | 1-2 | Chile |   | Amistoso |  |
| 5     | 27 de junio de 1928 | Stade Olympique Yves du Manoir, Colombes, Francia | Red Star Olympique     | 4-3 | Chile |   | Amistoso |  |
| Total |                     |                                                   | Presencias             | 5   | Goles | 3 | Amistoso |  |

## Clubes
| Club               | País  | Año         |
| ------------------ | ----- | ----------- |
| Santiago Wanderers | Chile | 1925 - 1926 |
| Colo-Colo          | Chile | 1927 - 1934 |
| Colo-Colo          | Chile | 1935 - 1936 |

## Palmarés

### Torneos locales
| Título                                             | Club      | País  | Año  |
| -------------------------------------------------- | --------- | ----- | ---- |
| Serie F de la Liga Central de Football de Santiago | Colo-Colo | Chile | 1928 |
| Liga Central de Football de Santiago               | Colo-Colo | Chile | 1929 |
| División de Honor                                  | Colo-Colo | Chile | 1930 |

### Torneos nacionales
| Título                        | Club      | País  | Año  |
| ----------------------------- | --------- | ----- | ---- |
| Campeonato de Apertura        | Colo-Colo | Chile | 1933 |
| Campeonato Nacional de Clubes | Colo-Colo | Chile | 1936 |

### Capitán de Colo-Colo
| Predecesor: Guillermo Saavedra | Capitán de Colo-Colo 1931 | Sucesor: Guillermo Saavedra |

## Homenajes
En el año 1934, en reconocimiento a su trayectoria, fue declarado «Jugador Honorario Vitalicio de Colo-Colo».
Guillermo Subiabre se preocupó que se construyera el Mausoleo de los "viejos cracks" de Colo-Colo, donde yacen figuras de Colo-Colo, como Jorge Robledo Oliver, Francisco Arellano, Guillermo Saavedra, además de David Arellano quien fue repatriado desde España.
Sus restos mortales descansan desde el 12 de abril de 1964, en el Mausoleo de los Viejos Cracks de Colo-Colo. 